# Jeruk (Lakarsantri)
Jeruk is een bestuurslaag in het regentschap Soerabaja van de provincie Oost-Java, Indonesië. Jeruk telt 7052 inwoners (volkstelling 2010).